# سه نسل از حقوق بشر
تقسیمات حقوق بشر به سه نسل اولین بار در سال ۱۹۷۹ میلادی توسط حقوق‌دانی از کشور چک به نام «کارل واساک» در مؤسسه بین‌المللی حقوق بشر در استراسبورگ پیشنهاد گردید. او از این اصطلاح حداقل در نوامبر ۱۹۷۷ میلادی استفاده کرده‌است. نظریات واساک در قانون اروپائی ریشه گرفته‌است.
تقسیمات او از سه کلمه رمزی انقلاب فرانسه پیروی می‌کند: آزادی، مساوات و اخوت که سه نسل در برخی از عناوین «منشور حقوق اساسی اتحادیه اروپا» بازتاب یافته‌است. اعلامیه جهانی حقوق بشر شامل حقوقی است که مرتبط با نسل دوم و هم‌چنان نسل اول پنداشته می‌شوند، اما هیچ تمایزی برای‌شان قایل نشده‌است (حقوق فهرست شده به ترتیب مشخص نیستند).

## نسل اول حقوق بشر
نسل اول حقوق بشر، که گاهی اوقات به نام حقوق «آبی» نیز خوانده می‌شود، در اصل با آزادی و اشتراک در زندگی سیاسی سر و کار دارد. این موارد اساساً ماهیت مدنی و سیاسی دارند، آن‌ها در جهت منفی عمل کرده تا فرد را در مقابل شدت عمل حکومت (یا دولت) محافظت کنند. نسل اول حقوق در کنار موارد دیگر شامل حق زندگی، مساوات در برابر قانون، آزادی بیان، آزادی دین، حقوق ملکیت، حق دادرسی منصفانه و حقوق رأی. برخی از این حقوق طی مراحل منصفانه در دادگاه به مگنا کارتا سال ۱۲۱۵ میلادی و لایحه انگلیسی حقوق بر می‌گردد که در حقوق عمومی انگلیسی‌ها در ۱۶۸۹ میلادی قید شده‌است. مجموعه کامل‌تر نسل اول حقوق بشر در فرانسه توسط اعلامیه حقوق بشر و شهروند در ۱۷۸۹ میلادی و منشور حقوق عمومی ایالات متحده آمریکا در ۱۷۹۱ میلادی بیان شده‌است.
این حقوق در سطح جهانی پذیرفته شده و در قانون بین‌المللی، اول توسط مفاد ۳ تا ۲۱ اعلامیه جهانی حقوق بشر و بعداً میثاق بین‌المللی حقوق مدنی و سیاسی سال ۱۹۶۶ میلادی موقف داده شد. در اروپا، این حقوق در کنوانسیون اروپایی حقوق بشر در سال ۱۹۵۳ میلادی گنجانیده شدند.

## نسل دوم حقوق بشر
نسل دوم حقوق بشر مربوط به مساوات بوده و پس از جنگ جهانی دوم آغاز به رسمی شدن میان حکومت‌ها کرد. این حقوق اساساً ماهیت اقتصادی، اجتماعی و فرهنگی دارند و به اعضای مختلف شهروندان شرایط و رفتارهای مساوی را تضمین می‌کنند. حقوق ثانوی شامل حق استخدام با شرایط منصفانه و مناسب، حقوق دسترسی به غذا، مسکن و مراقبت‌های سلامتی، هم‌چنین امنیت اجتماعی و مزایای بیکاری می‌شود. همانند نسل اول حقوق، این‌ها نیز در اعلامیه جهانی حقوق بشر پوشش داده شده و بعداً در مفاد ۲۲ تا ۲۸ اعلامیه جهانی و میثاق بین‌المللی حقوق اقتصادی، اجتماعی و فرهنگی درج گردیدند.
در ایالات متحده آمریکا، رئیس‌جمهور فرانکلین دی. روزولت، در جریان سخنرانی‌اش در مورد وضعیت کشور آمریکا، در ۱۱ ژانویهٔ ۱۹۴۴ میلادی، «لایحه حقوق ثانویه» را پیشنهاد کرد که شامل بیشتر موارد یاد شده بودند. امروز، بیشتر ملت‌ها، کشورها یا گروه از ملت‌ها به صورت قانونی اعلامیه‌های مشترک، مانند «منشور اجتماعی اروپایی» ساخته‌اند که مجموعه حقوق جامع بشر را تضمین می‌کنند.
بعضی از کشورها تعدادی از این حقوق اقتصادی را اعمال کرده‌اند، مثلاً ایالت نیویورک حق تحصیلات مجانی را گرامی دانسته و هم‌چنین «حق سازماندهی و چانه‌زنی دسته‌جمعی» و مزایای کارگران را در قوانین اساسی‌اش گنجانیده‌است.
این حقوق گاهی اوقات به نام حقوق «سرخ» خوانده شده و روی دولت، وظیفه احترام گذاردن و تطبیق آن را تحمیل می‌کنند هر چند این مسئله به وجود منابع وابسته است. این وظیفه روی دولت تحمیل می‌شود چون دولت است که روی منابع‌اش کنترل دارد. هیچ‌کس به‌طور مستقیم، حق داشتن مسکن و تحصیل ندارد. (به‌طور مثال، در آفریقای جنوبی تنها «حق دسترسی به مسکن مناسب» است که به صورت تدریجی جا افتاده، نه «حق مسکن»).
وظیفه دولت تحقق بخشیدن به این حقوق مثبت است.

## نسل سوم حقوق بشر
نسل سوم حقوق بشر، حقوقی اند که از شرایط مدنی و اجتماعی فراتر می‌روند و در تعدادی از اسناد رو به جلو قانون بین‌الملل، شامل اعلامیه ۱۹۷۲ میلادی استاکهلم کنفرانس سازمان ملل در رابطه با گردهمایی محیط زیست انسانی سازمان ملل، اعلامیه ۱۹۹۲ میلادی ریو در مورد محیط زیست، توسعه و سایر بخش‌های الهام‌بخش «حقوق نرم» بیان شده‌اند.
این قوانین که به نام حقوق انسجام بشری نیز خوانده می‌شوند، حقوقی اند که فراتر از چارچوب حقوق فردی رفته و روی مفاهیم جمعی مانند اجتماع یا مردم، تمرکز دارند. اگرچه این اصطلاح تا حدود زیادی غیررسمی است، درست مانند اسم حقوق «سبز»، دربرگیرنده طیف بسیار وسیعی از حقوق می‌باشد. شامل این موارد:
- حقوق گروهی و جمعی
- حق خودمختاری
- حق توسعه اقتصادی و اجتماعی
- حق دسترسی به محیط سالم
- حق دسترسی به منابع طبیعی
- حق برقراری ارتباط و حقوق ارتباطات
- حق مشارکت در میراث فرهنگی
- حق مساوات و پایداری میان نسلی

«منشور آفریقایی در رابطه با حقوق بشر و مردم» بیشتر حقوق ذکر شده: حق خودمختاری، حق توسعه، حق دسترسی به منابع طبیعی و حق دسترسی به محیط زیست رضایت‌بخش را تضمین می‌کند. بعضی از کشورها برای حفاظت از نسل سوم حقوق، میکانیزم‌های قانونی نیز دارند. به‌طور مثال «کمیسیون پارلمانی مجارستان برای نسل‌های آینده»، «کمیته آینده» ی مجلس فنلاند و قبلاً نیز در کنست اسرائیل «کمیسیون نسل‌های آینده».
بعضی از مؤسسات بین‌المللی برای حفاظت از این حقوق اداراتی را در نظر گرفته‌اند. یک مثال آن «کمیسیون عالی در مورد اقلیت‌های ملی» سازمان امنیت و همکاری اروپا است. مأموریت «حفاظت، تحفظ و انکشاف محیط زیست برای نسل‌های حال و آینده و ترویج انکشاف پایدار» را در وظایف خود دارد.
عدهٔ از حوزه‌های قضائی، احکام حفاظت محیط زیست را وضع کرده‌اند، مثل ماده «تا ابد وحشی» در قانون اساسی نیویورک که بر اساس عمل «دادستان کل ایالت نیویورک»‏ یا توسط هر شهروند و با توافق «بخش استیناف» ، قابل اعمال است.

## نسل چهارم
تحلیل‌گران متعددی ادعا می‌کنند که نسل چهارم حقوق بشری در حال ظهور است و می‌تواند شامل حقوقی باشد که نمی‌توانند در نسل سوم جا داده شوند، مثلِ ادعاهای آینده‌نگر نسل اول، دوم حقوق و حقوق جدید خصوصاً در رابطه با توسعه فناوری اطلاعاتی و ارتباطی و فضای سایبر.
با این حا، محتوای این نسل هنوز واضح نیست، این تحلیل‌گران پیشنهاد خاصی ارائه نمی‌کنند، معمولاً بعضی از حقوق را از نسل سوم گرفته و آن‌ها را در نسل چهارم می‌گنجانند. مانند حق محیط زیست سالم یا مواردی که مربوط به اخلاق زیستی می‌شود. برخی از این تحلیل‌گران معتقدند که نسل چهارم به حقوق بشر مرتبط با فناوری‌های جدید گفته می‌شود، در حالی که عدهٔ دیگری ترجیح می‌دهند که در مورد حقوق دیجیتالی صحبت کنند، که ممکن است در آن بخش حقوق جدیدی یافت شود، مثلاً:
- حق دسترسی مساویانه به فضای انترنتی و دیجیتال
- حق خودمختاری دیجیتالی
- حق امنیت دیجیتالی
- حق دسترسی به دیتاهای دیجیتالی خود فرد (haveas data)‏[ش][۲۱]

برخی دیگر از تحلیل‌گران اشاره می‌کنند که عنصر تفکیک کننده این خواهد بود، در حالی که سه نسل اول به انسان به عنوان عضوی از جامعه مراجعه می‌کنند، نسل چهارم به انسان به عنوان یک نوع زنده، رجوع خواهد کرد.